# Ротаракт
„Ротаракт“ (Rotaract) е хуманитарна организация за младежи над 18-годишна възраст, официален партньор на организацията „Ротари“.
Името е съкратена форма на английския израз „Rotary in action“ („Ротари в действие“).
Всеки Ротаракт клуб провежда периодични срещи (обикновено веднъж седмично), които протичат при разнообразна програма – членовете дискутират актуални социални проблеми и идеи за проекти, обсъждат организацията на междуклубни мероприятия, изнасят се лекции от специалисти в различни области на социалния и професионалния живот.

## История
Ротаракт еволюира бързо през кратката си история. След успеха на Интеракт, клубовете за гимназиална възраст през 60-те години на 20. век, Ротари клубовете по цял свят започват да спонсорират младежки групи в университетите под формата на програми за служба на обществото. Президентът на Ротари Интернешънъл през 1967 – 68 г. Лутър Ходжис и Съветът на Директорите приемат, че тази дейност на клуба намира приложение в международен мащаб и през 1968 г. Ротаракт е одобрен като официална програма на Ротари клубовете. Първият клуб Rotaract Club of North Charlotte е създаден в Северна Каролина, САЩ на 13 март 1968 г.  През март 1992, Бордът на Ротари Интернешънъл утвърдил ежегодно през седмицата на 13 март да се отбелязва като Световната Ротаракт седмица. По време на Световната Седмица на Ротаракт, Ротаракторите посещават сбирките на техните спонсориращи Ротари Клубове, предприемат съвместни проекти и говорят с клубове, които не спонсорират Ротаракт Клубове за ползите от тази програма. 
Няколко десетилетия по-късно програмата Ротаракт израства до международна мрежа от клубове от близо 11 000 клуба в 184 държави и географски райони, с повече от 250 000 членове.

## Цели
- Да развива професионални и ръководни умения.
- Да подтиква към уважение на правата на другите, основаващо се на признаване стойността на всяка отделна личност.
- Да признава достойнството и значимостта на всички общопризнати професии като възможност за служба в полза на обществото.
- Да прилага и популяризира високи етични норми като лидерски качества и професионална отговорност.
- Да запознае и създаде разбиране за нуждите, проблемите и възможностите, както в местен, така и в световен мащаб.
- Да осигурява възможности за индивидуални и съвместни дейности, за да служи на обществото и подпомага международното разбирателство и добронамереността към всички хора. [5]

## България
Първият Ротаракт клуб в България е създаден през 1995 година – Ротаракт клуб София. Ротаракт клубове се появяват в почти всички градове в страната (29 активни клуба с повече от 300 членове към 1 юли 2021 г.), част от Ротари Дистрикт 2482 България. Всяка година се провеждат конференции на ротаракторите от цялата страна в различни градове в България, по време на които се обменя информация за дейността по места и се взимат решения за провеждане на съвместни инициативи и проекти.

### Структура
Дейността на Ротаракт клубовете в рамките на отделен Ротари дистрикт (на територията на България) се координира от дистриктен Ротаракт представител, подпомаган от комисия от ротарактори, определени от него. Представителят се предлага от Ротаракт клубовете в дистрикта и се избира на годишното събрание на клубовете.
В рамките на мултинационалния дистрикт 2480 клубовете в България са били под ръководството както на чуждестранни, така и на български дистриктни Ротаракт представители:
- Асен Ангелов 2003/2004 година,
- Драгомир Лазаров 2006/2007 година.

### Ръководство
След преминаването на България в отделен дистрикт 2482, считано от 1 юли 2007 г., дистриктни Ротаракт представители са били:
- Виолета Тончева 2007/2008,
- Радена Драгиева 2008/2009,
- Гено Андреев 2009/2010,
- Бояна Банкова 2010/2011,
- Александър Василев 2011/2012,
- Йордан Терзиев 2012/2013,
- Александър Ангелов 2013/2014,
- Кристин Гайдаров 2014/2015,
- Васил Десподов 2015/2016
- Вяра Москова 2016/2017
- Вахан Бохосян 2017/2018
- Маргарит Делчев 2018/2019
- Васил Демирев 2019/2020
- Теодора Вълканска 2020/2021
- Борислава Динева 2021/2022
- Станислава Пенчева 2022/2023
- Марина Желева 2023/2024
- Анна Атанасова 2024/2025

В рамките на отделния клуб активните членове избират помежду си свои ръководители (офицери) за срок от една година. Управляващото тяло на клуба е бордът, който се състои от президент, вицепрезидент, секретар на клуба, ковчежник и PR. Непосредственият паст-президент (последният президент от предходната година) също е член на борда. Президентът на клуба определя председатели на комисиите по четирите основни дейности в клуба – клубна дейност, професионална дейност, обществена дейност и международна дейност.